# 交響曲第2番 (團伊玖磨)
團伊玖磨の交響曲第2番（こうきょうきょくだい2ばん）変ロ調は、「ブルレスケ風交響曲」（1954年）を除くと、交響曲第1番（1949年）に次ぐ2作目の交響曲である。

## 作曲の経緯
1955年の夏に着手。翌1956年3月30日、葉山にて完成。また、1988年6月5日に改訂版を完成させている。改訂はオーケストレーションに対してである。小節数も全く同じで楽曲の構造への削除や追加はない。

## 初演
1956年4月5日。上田仁指揮、東京交響楽団。第77回定期演奏会にて。

## 楽器編成
ピッコロ（第3フルート持替え）、フルート2、オーボエ2、イングリッシュ・ホルン、クラリネット2、バス・クラリネット、ファゴット2、コントラファゴット、ホルン6、トランペット3、トロンボーン3、テューバ、ティンパニ、トライアングル、タンブリン、小太鼓、シンバル、大太鼓、タムタム、弦五部（第1ヴァイオリン、第2ヴァイオリン、ヴィオラ、チェロ、コントラバス）

## 構成
演奏時間は約43～50分。（録音として残るのは、上田仁指揮・43分、團伊玖磨、齊藤一郎48分、山田一雄・50分）
第1楽章 アンダンテ・セリオーソ ― アレグロ・マ・ノン・タント
ソナタ形式。全曲のほぼ半分を占める長大な楽章である。
第2楽章 アンダンテ・コン・モート
応用されたロンド形式。
第3楽章 アレグロ・コン・ブリオ
自由なロンド形式。